# Symphonie no 19 de Mozart
Pour les articles homonymes, voir Symphonie no 19.
La Symphonie no 19 en mi bémol majeur KV 132 est une symphonie de jeunesse de Mozart, composée en juillet 1772.

## Instrumentation
| Instrumentation de la symphonie no 19                                |
| Cordes                                                               |
| premiers violons, seconds violons, altos, violoncelles, contrebasses |
| Bois                                                                 |
| 2 hautbois                                                           |
| Cuivres                                                              |
| 4 cors en mi bémol (en si bémol dans l'Andante)                      |

## Structure
La symphonie comprend 4 mouvements :
1. Allegro, à , en mi bémol majeur, 145 mesures
2. Andante, à 
, en si bémol majeur, 151 mesures, 2 sections répétées 2 fois (mesures 1 à 58 et mesures 59 à 151)
3. Menuet et Trio, à 
, en mi bémol majeur, 40 + 28 mesures
4. Allegro, à , en mi bémol majeur, 64 mesures, plusieurs sections répétées 2 fois (mesures 1 à 8, mesures 9 à 16, mesures 17 à 26, mesures 26 à 38, mesures 38 à 54, mesures 54 à 64)

Durée : environ 20 minutes

Introduction de l'Allegro :
La lecture audio n'est pas prise en charge dans votre navigateur. Vous pouvez télécharger le fichier audio.
Introduction de l'Andante :
La lecture audio n'est pas prise en charge dans votre navigateur. Vous pouvez télécharger le fichier audio.
Introduction du Menuetto :
La lecture audio n'est pas prise en charge dans votre navigateur. Vous pouvez télécharger le fichier audio.
Introduction de l'Allegro final :
La lecture audio n'est pas prise en charge dans votre navigateur. Vous pouvez télécharger le fichier audio.